# Hermann Geißler (Leichtathlet)

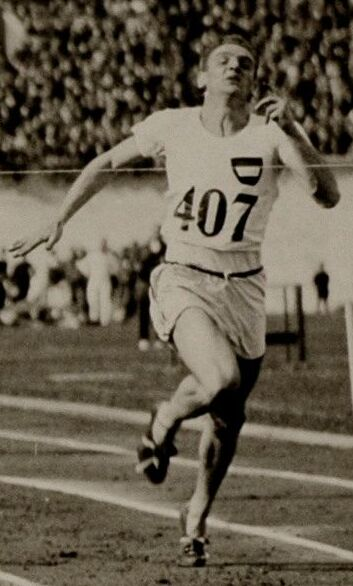
Hermann Geißler (1928)

Hermann Geißler (* 5. Juli 1905; † 4. Oktober 1970) war ein österreichischer Sprinter und Weitspringer.
Bei den Olympischen Spielen 1928 in Amsterdam erreichte er über 200 und 400 Meter das Viertelfinale. Über 100 Meter schied er im Vorlauf aus.
Je dreimal wurde er Österreichischer Meister über 200 Meter (1927–1929) und 400 Meter (1927–1929), zweimal im Weitsprung (1933, 1934) und einmal über 100 Meter (1928).

## Persönliche Bestleistungen
- 100 m: 10,6 s, 1929
- 200 m: 22,0 s, 1928
- 400 m: 50,0 s, 1928